# Грамш (округ)
Грамш (алб. Rrethi i Gramshit) — один з 36 округів Албанії.
Округ займає територію 695 км² і відноситься до області Ельбасан. Адміністративний центр — місто Грамші.

## Географічне положення
Округ Ельбасан розташований у гірському районі на південному сході Албанії. З південного сходу на північний захід через округ протікає річка Девол. На виході з долини на річці Девол побудована гребля з боку округу Ельбасан. На крайньому південному заході знаходиться гора Томорр, що є найвищою точкою округу (2414 м). Дорога, що веде через долину Девол у місто Корча, перебуває у поганому стані, тому округ знаходиться осторонь від основних шляхів. До багатьох сіл округу важко дістатися. Населення живе майже виключно натуральним господарством. Близько ¾ населення - бекташі.

## Адміністративний поділ
Округ складається з одного міста: Грамші та 9 комун: Кодоват, Кукур, Кушова, Леняс, Пішай, Порочан, Скендербегас, Сул, Туньа.